# ميرزا محمد خان
هو «ميرزا محمد مهدي خان» أحد أبرز الشعراء ودعاة التجديد في القرن التاسع عشر. تعلم خان الطب في فارس، ثم حضر دروسًا مختلفة في علم الأديان المقارنة على أساتذة من الألمان، وكان ينظم الشعر الفارسي أحيانًا، ويكتب العربية والتركية، ويتكلم الألمانية مع أهلها، وكان على معرفة بالفرنسية؛ ولهذا كان يشترك في مباحث الفلسفة التي يطرقها الفلاسفة الأطباء. كان أيضًا شديد السخط على الحركة البابية، ويعتقد أنها تخدم مآرب الإنجليز والأمريكيين في إيران.